# Сашабуро
Сашабуро (груз. საშაბურო) — село в Грузии, в муниципалитете Душети края Мцхета-Мтианети. 

## География
Село расположено в центральной части края, в 5 километрах по прямой к юго-востоку от центра муниципалитета Душети. Высота центра — 750 метров над уровнем моря.

## Население
По данным переписи населения 2014 года, в селе проживал 61 человек.
| Год  | Население |
| ---- | --------- |
| 2002 | 116       |
| 2014 | 61        |